# ساوربی بریج
ساوربی بریج (به انگلیسی: Sowerby Bridge) یک شهرک در بریتانیا است که در یورک‌شر غربی واقع شده‌است. ساوربی بریج ۱۱٬۷۰۳ نفر جمعیت دارد.